# Xylopia phloiodora
Espèce
Xylopia phloiodora Mildbr. est une espèce plantes à fleurs de la famille des Annonaceae et du genre Xylopia. C'est un arbre présent en Afrique tropicale.